# کارلوس سکرتاریو
کارلوس سکرتاریو (انگلیسی: Carlos Secretário؛ زادهٔ ۱۲ مهٔ ۱۹۷۰) بازیکن سابق فوتبال اهل پرتغال است که عمدتاً در پست مدافع راست بازی می‌کرد، در حال حاضر یک مربی فوتبال است.
وی همچنین در تیم‌های ملی فوتبال زیر ۲۱ سال پرتغال و پرتغال بازی کرده‌است.